# Sebastian Francis
Sebastian Francis (ur. 11 listopada 1951 w Johor Baharu) – malezyjski duchowny rzymskokatolicki, od 2012 biskup Penang, kardynał prezbiter od 2023.

## Życiorys
Święcenia kapłańskie przyjął 28 lipca 1977 i został inkardynowany do diecezji Melaka-Johor. Pracował głównie jako duszpasterz parafialny, był także m.in. wykładowcą i ojcem duchownym w seminarium w Penang (1985-1988) oraz wikariuszem generalnym diecezji (1988-2001 oraz 2003-2012).
7 lipca 2012 otrzymał nominację na biskupa Penang. Sakry biskupiej udzielił mu 20 sierpnia 2012 abp Murphy Pakiam.
9 lipca 2023 podczas modlitwy Anioł Pański papież Franciszek ogłosił jego nominację kardynalską. 
Na konsystorzu 30 września 2023 został kreowany kardynałem prezbiterem i uzyskał kościół tytularny Matki Bożej Przyczyny Naszej Radości. Brał udział w konklawe 2025, które wybrało papieża Leona XIV.